# Hocine el-Zourkane
Hocine el-Zourkane (* 24. März 1996) ist ein algerischer Mittel- und Langstreckenläufer.

## Sportliche Laufbahn
Erste Erfahrungen bei internationalen Meisterschaften sammelte Hocine el-Zourkane 2013 bei den Jugendweltmeisterschaften in Donezk, bei denen er im 3000-Meter-Lauf in 8:27,43 min den neunten Platz belegte. 2019 belegte er bei der Sommer-Universiade in Neapel in 3:55,51 min den siebten Platz im 1500-Meter-Lauf und gewann ursprünglich über 5000 Meter die Bronzemedaille, wurde aber nachträglich wegen einer Bahnübertretung disqualifiziert.
2019 wurde el-Zourkane algerischer Meister im 1500- und 5000-Meter-Lauf.

## Persönliche Bestzeiten
- 1500 Meter: 3:40,03 min, 16. März 2019 in Bejaia
- 3000 Meter: 8:20,55 min, 11. März 2016 in Bejaia
- 5000 Meter: 14:05,08 min, 27. Juli 2019 in Algier